# 別洛韋日協議
《別洛韋日協議》，正式名稱為《關於設立獨立國家聯合體的相關協議》，是1991年12月8日俄羅斯總統鮑利斯·葉爾欽、烏克蘭總統列昂尼德·克拉夫丘克、白俄羅斯最高蘇維埃主席斯坦尼斯拉夫·舒什克維奇三人，在別洛韋日森林（又名“比亞沃維耶扎森林”）舉行秘密會議後，由三國領導人簽訂的一個協議。此次會議決定三國脫離蘇聯獨立，並成立獨立國家聯合體取代蘇聯，這三國因為是蘇聯的核心國家，進一步導致蘇聯解體。

## 歷史
此次協議在法律上的根據是1922年簽署的《蘇聯成立條約》以及《1977年蘇聯憲法》第72條中的「以共和國自由意志為基礎的同盟」，因而蘇聯各加盟共和國依照民族自決的原則，有權利自由地退出蘇聯。
1991年12月10日，烏克蘭最高蘇維埃與白俄羅斯最高蘇維埃批准了這個協議。12日，此協議獲得俄羅斯最高蘇維埃的批准。
此次協議的簽訂讓獨聯體與新聯盟出現競爭，導致原本預定要簽訂蘇聯內《新聯盟條約》的各蘇聯加盟共和國的混亂。尤其是中亞，哈薩克最高蘇維埃主席團主席努爾蘇丹·納扎爾巴耶夫最初批判三國領導人的此次協議。
烏茲別克、吉爾吉斯、塔吉克、土庫曼等中亞的加盟共和國，對加入獨聯體持消極態度。但是這五個共和國在經濟上對俄羅斯依賴很強，最終在13日宣佈加入獨聯體。21日，除了喬治亞以及波羅的海三國（愛沙尼亞、拉脫維亞、立陶宛）已經自行離開以外，其他蘇聯加盟共和國的領袖聚集在阿拉木圖開會，簽訂《阿拉木圖宣言》，至此獨聯體大致取代了蘇聯。
蘇聯總統戈巴契夫雖然對獨聯體的創立表示反對，但因實際上其已喪失所有政治權力，於25日被迫辭去蘇聯總統職務。26日，蘇聯最高蘇維埃鑒於形勢宣布苏联停止存在。

## 備注
1. ↑    - 俄语：，羅馬化：Belovezhskiye soglasheniya
  - 烏克蘭語：，羅馬化：Bilovezki uhody
  - 白俄羅斯語：，羅馬化：Byelavyezhskaye pahadnyennye